# Sasbach (Ortenau)
Sasbach là một thị xã nằm ở huyện Ortenaukreis, phía tây bang Baden-Württemberg, Đức.